# Pablo Lecaros
Pablo Lecaros Venegas (Santiago, 23 de septiembre de 1957) es un bajista y compositor chileno de jazz, miembro de la Familia Lecaros.

## Biografía
Hijo de familia de músicos, estudió bajo en el Instituto Profesional Escuela Moderna de Música en Vitacura, Santiago de Chile.
Fue uno de los primeros bajistas de jazz fusión en Chile junto al peruano Enrique Luna. Desde mediados de los 70' Pablo fue un ejemplar inédito, formado con las claves del jazz, las armas del rock y las raíces de la música popular chilena. Sus primeros adiestramientos los recibió a través de su madre y la inculcación del repertorio de Violeta Parra. Ya por entonces el dramatismo lírico de los textos de Parra y las armonías que utilizaba en sus canciones fueron dándole un sentido al niño Pablo Lecaros. Ciertamente, además convivía con sus hermanos mayores, Roberto Lecaros y Mario Lecaros, quienes hacia 1970 ya habían hecho una carrera inicial en el jazz, integrando el Village Trío. Durante los '70 descubrió el jazz electrificado de Miles Davis y el rock psicodélico de Jimi Hendrix, dos de las fuerzas que lo impulsarían en la música. En 1975 debutó con 18 años como bajista del cuarteto que formaban sus hermanos, dado que en el grupo ocasional faltaba un músico que se hiciera cargo de este instrumento. 
Se integró al grupo Cometa en 1983, dirigido por el guitarrista Edgardo Riquelme y el baterista Pedro Greene. El cuarteto eléctrico (más el teclista Andrés Miquel) se convirtió en una de las bandas de moda en el jazz-rock, compartiendo los vítores de un público universitario con el grupo Quilín. Con esta banda, Lecaros desarrolló su potencial como solista cada vez más vinculado al estilo de Jaco Pastorius. "El Cometa nace como una necesidad de desarrollarse como músico. Pero el otro objetivo de crear la banda, era ganar plata, pero al final lo que más importaba era el trabajar para el espíritu, por amor al arte". Cometa mantuvo ocupado a Lecaros durante todos los '80, hasta que se disolvió en 1989 con una nueva formación en la que aparecía el joven Ángel Parra como guitarrista. 
En 1990 fundó el grupo Macondo, banda centrada en la fusión entre la música popular latinoamericana y el jazz eléctrico. Con este proyecto, Lecaros dio un nuevo paso como compositor al escribir y grabar su famosa “Tonada para la pachamama” y que luego sería una de las puntas de lanza de su nuevo y más representativo grupo: La Marraqueta autodefinida como de jazz fusión criollo.
Codirigió La Marraqueta junto a Pedro Greene y el teclista Andrés Pollak, editó álbumes y escribió gran cantidad de música original. Además integró las primeras formaciones del Ángel Parra Trío cuando éste recién era un boceto y alineó en el Almendra Trío y tiempo después colaboró con el ensamble de fusión experimental Verdevioleta. Luego de 45 años logra lanzarse como solista. La espera fructificó: lideró su propio sexteto al iniciarse la década de 2000, entre quienes destacaron su hermano Mario en el piano y su sobrino Félix Lecaros en la batería. Con este ensamble editó su primer disco personal tras ganar un FONDART; Quinto-primero (2003), con la mirada puesta en el futuro de su propia historia como músico solista e ícono de la fusión jazzística.
Actualmente se desempeña como profesor de bajo en el lugar donde estudió, y hace presentaciones ocasionales con su grupo La Marraqueta.

## Discografía
Con "Cometa"
- 1988 - Cometa

Con La Marraqueta
- 1994 - La marraqueta
- 1997 - Sayhueque
- 2005 - La marraqueta III

Solo
- 2003 - Quinto-Primero
- 2007 - Verdevioleta

## Enlaces
- Datos: Q6056138